# Gegè Di Giacomo
(Gegè Di Giacomo)
Gennaro Di Giacomo, detto Gegè (Napoli, 14 gennaio 1918 – Napoli, 1º aprile 2005), è stato un batterista e cantante italiano.

## Biografia
È nato a Napoli il 14 gennaio 1918. Nipote del poeta Salvatore Di Giacomo, iniziò piccolissimo a suonare la grancassa e i piatti insieme al fratello Giuseppe, detto Pino, che suonava il rullante, prima di avere una batteria tutta sua a dieci anni e di essere assunto al cinema Sansone per eseguire dal vivo le colonne sonore dei film muti proiettati (come La grande parata, che aveva per trama la prima guerra mondiale), imparando l'arte, che gli sarebbe presto tornata utile, di inventare suoni, rumori e trovate da ogni oggetto che si potesse percuotere.
Durante la seconda guerra mondiale, dopo aver prestato il servizio militare con il compositore Antonio Vian, al 31º Fanteria all'Arenaccia, figurò nelle orchestre di Gino Campese, Nello Segurini, Armando Del Cupola e Gino Conte. Nel 1949 seppe che il giovane pianista Renato Carosone era stato invitato a formare un trio per un nuovo locale a Napoli, lo Shaker Club. La data dell'inaugurazione era prevista per il 28 ottobre. Gegè si presentò all'hotel Miramare, dove Carosone stava provando con il chitarrista olandese Peter Van Wood, senza batteria, dicendo che l'aveva portata a cromare. Carosone e Van Wood, contrariati, cominciarono a dubitare della validità di Gegè, che intuì tutto e per fugare ogni dubbio improvvisò una batteria casalinga: una sedia di legno, un vassoio, tre bicchieri di diversa grandezza e tonalità, due pioli, un fischietto. Nacque così il Trio Carosone, che avrebbe segnato una svolta nella storia della canzone napoletana.
Il primo dei dischi di successo del trio, incisi per la Pathé, conteneva Oh! Susanna e Scalinatella, suonate da Renato Carosone e Gegè Di Giacomo e cantate da Peter Van Wood, che nel 1952 lasciò la coppia per intraprendere una carriera da solista. Gegè, invece, rimase al fianco di Carosone, che aggregò altri musicisti fino a formare una propria band, definitasi completamente nella seconda metà degli anni cinquanta "Complesso Carosone".
Molti dei brani di Carosone nacquero dalla lunga collaborazione con il paroliere Nisa e il merito dello straordinario successo internazionale di essi fu anche delle performance comiche di Gegè, spesso concluse dal totale coinvolgimento del pubblico. Una sera, al Caprice di Milano, Carosone voleva un'atmosfera speciale per introdurre La pansè, e Gegè improvvisamente urlò: "CantaNapoli! Napoli in fiore!", trovando il suo grido di battaglia, che si adattò perfettamente a tutti i brani da lui eseguiti, dei quali la maggior parte narrati in prima persona, come Pigliate 'na pastiglia ("Napoli in farmacia!"), T'è piaciuta? ("Napoli matrimoniale!") e Caravan petrol ("Napoli petrolifera!").

Il Complesso Carosone, con al centro Gegè Di Giacomo, alla Carnegie Hall di New York il 6 gennaio 1958

Nell'autunno del 1957, dopo una lunga serie di concerti in Europa, il Complesso Carosone sbarcò a Cuba, inaugurando una memorabile tournée americana. Dopo Caracas e Rio de Janeiro, il 6 gennaio 1958 il gruppo di Renato Carosone approdò alla Carnegie Hall di New York, fino ad allora riservata alla musica classica, con un'eccezione fatta soltanto per il clarinetto jazz del mitico Benny Goodman, che aveva presentato il suo quartetto nel 1938.
Dopo il sorprendente ritiro dalle scene di Carosone del 7 settembre 1959, Di Giacomo si lanciò per un po' nell'avventura solista, affacciandosi ai Festival di Napoli del 1961 (dove cantò Tutt'a famiglia, ripetuta da Aurelio Fierro, che si classificò terza e Pi-rikì-Kukè, ripetuta da Gloria Christian) e del 1962 (dove cantò Chin' 'e fuoco, ripetuta da Cocky Mazzetti e O' monumento, ripetuta da Carla Boni) e mettendo in piedi un proprio gruppo, ma non ebbe molto successo e decise anch'egli di congedarsi dal mondo dello spettacolo, facendo solo un'apparizione al fianco dell'amico di sempre Renato dopo il suo rientro del 9 agosto 1975.
Ammalatosi di tumore negli anni novanta, tornò a Napoli dopo aver vissuto per quarant'anni a Milano (dove aveva subito una delicata operazione) e Renato, temendo per lui, scrisse e gli dedicò la canzone Addò sta Gegè, ma invece lo precedette di quattro anni, spegnendosi nella sua casa romana il 20 maggio 2001 e quest'ultima canzone vide la luce solo postuma.
Di Giacomo fu molto rattristato per la scomparsa del vecchio amico, ma non poté presentarsi al suo funerale a causa dei suoi problemi di salute, ai quali si aggiunse anche una forte depressione. Nel 2003, costretto sulla sedia a rotelle, ricevette dal presidente della Regione Campania, Antonio Bassolino e dall'assessore Teresa Amato il Premio Carosone nella sua casa di Poggioreale, dove morì due anni dopo, prostrato dai postumi di un ictus, a ottantasette anni.

## Discografia parziale

### Singoli
- 1961 - Nerone rock/La signora cha cha cha (Stereo, AS 60.022)
- 1961 - Por dos besos/Mustapha (Stereo, AS 60.025) Gegé Di Giacomo e il suo "Sestetto" (canta Roberto Abramo)

### Album
- 1976 - Gegé Di Giacomo (Alpha Record, 3027) Gegé Di Giacomo e la sua orchestra

## Filmografia
- Maruzzella, regia di Luigi Capuano (1956)
- Totò, Peppino e le fanatiche, regia di Mario Mattoli (1958)
- Caravan Petrol, regia di Mario Amendola (1960)

## Televisione
Gegè Di Giacomo ha partecipato nel 1961 con il suo complesso alla rubrica pubblicitaria televisiva Carosello pubblicizzando l'olio Sasso.